# 全国人民代表大会教育科学文化卫生委员会
全国人民代表大会教育科学文化卫生委员会（简称全国人大教育科学文化卫生委员会，俗称全国人大教科文卫委员会），是中华人民共和国最高国家权力机关全国人民代表大会设立的专门委员会之一。

## 沿革
根据《中华人民共和国宪法》第七十条和《中华人民共和国全国人民代表大会组织法》第三十五条关于全国人民代表大会设立专门委员会的规定，1983年6月7日第六届全国人民代表大会第一次会议表决设立全国人民代表大会教育科学文化卫生委员会。
2016年12月12日第十二届全国人民代表大会常务委员会第八十四次委员长会议原则通过，2017年4月11日第十二届全国人民代表大会常务委员会第九十三次委员长会议修改的《全国人大常委会2017年工作要点》中称，已设立全国人大各专门委员会分党组，以便“加强专门委员会党的工作和党的建设”。

## 组织结构
《中华人民共和国全国人民代表大会组织法》第三十五条规定，“各专门委员会由主任委员、副主任委员若干人和委员若干人组成。”“各专门委员会的主任委员、副主任委员和委员的人选，由主席团在代表中提名，大会通过。在大会闭会期间，全国人民代表大会常务委员会可以补充任命专门委员会的个别副主任委员和部分委员，由委员长会议提名，常务委员会会议通过。”

## 职责
全国人大教育科学文化卫生委员会受全国人民代表大会领导；在全国人民代表大会闭会期间，受全国人民代表大会常务委员会领导。全国人大教育科学文化卫生委员会在全国人大及其常委会的领导下，研究、审议和拟订有关议案。具体职责如下：
1. 审议全国人民代表大会主席团或全国人民代表大会交付的有关教科文卫等方面的议案和法律草案、质询案；
2. 向全国人民代表大会主席团或全国人大常委会提出属于人大职权范围内同教科文卫委员会有关的议案；
3. 参与教科文卫体人口等方面立法工作；
4. 在全国人大常委会领导下，依法对教科文卫等方面的法律进行视察与监督；
5. 办理全国人民代表大会或全国人大常委会交办的其他有关事项[3]。

## 办事机构[4]
- 办公室
- 教育室[5]
- 科技室[6]
- 文化室[7]
- 人口卫生室[8]

## 历届组成人员
- 第六届全国人民代表大会教育科学文化卫生委员会（主任委员：周谷城）
- 第七届全国人民代表大会教育科学文化卫生委员会（主任委员：周谷城）
- 第八届全国人民代表大会教育科学文化卫生委员会（主任委员：赵东宛）
- 第九届全国人民代表大会教育科学文化卫生委员会（主任委员：朱开轩）
- 第十届全国人民代表大会教育科学文化卫生委员会（主任委员：朱丽兰）
- 第十一届全国人民代表大会教育科学文化卫生委员会（主任委员：白克明）
- 第十二届全国人民代表大会教育科学文化卫生委员会（主任委员：柳斌杰）
- 第十三届全国人民代表大会教育科学文化卫生委员会（主任委员：李学勇）
- 第十四届全国人民代表大会教育科学文化卫生委员会（主任委员：雒树刚）